# Barí
El barí és un idioma txibtxa parlat al Nord-oest de Sud-amèrica pels barís o motilons, a la Reserva Indígena Motilón-Barí i al Resguardo Indígena Gabarra-Catalaura, al departament de Norte de Santander. També es parla a Zulia (Veneçuela), a la zona meridional de Sierra de Perijá entre Yukpa al nordi el riu Catatumbo al sud. En 1990 hi havia uns 850 parlants a Colòmbia i uns 2000 a Veneçuela. És un idioma tonal. Els motilons són anomenats també "dobocubi", però és un terme pejoratiu.
El vocabulari més antic que es coneix d'aquesta llengua va ser elaborat pel missioner valencià Francesc de Catarroja en 1738.

## Vocabulari
| Barí    | Català   |
| intok   | un       |
| insami  | dos      |
| tẽtahko | tres     |
| dary    | home     |
| biory   | dona     |
| ruraba  | gos      |
| ña      | sol      |
| chibai  | lluna    |
| xima    | aigua    |
| ixtan   | terra    |
| bowara  | muntanya |
| kona    | rossada  |